# Escubidú

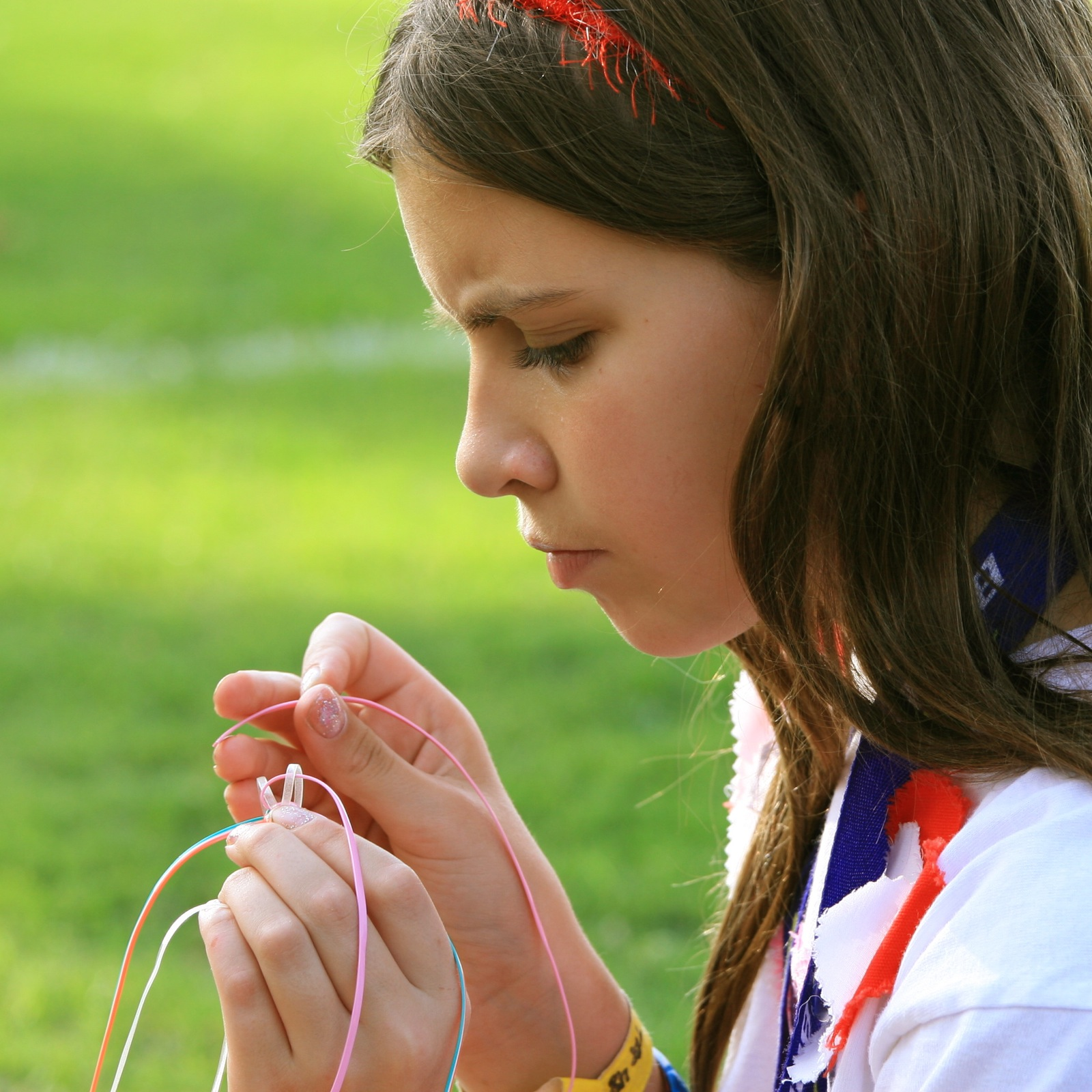
Una chica trenzando un escubidú.

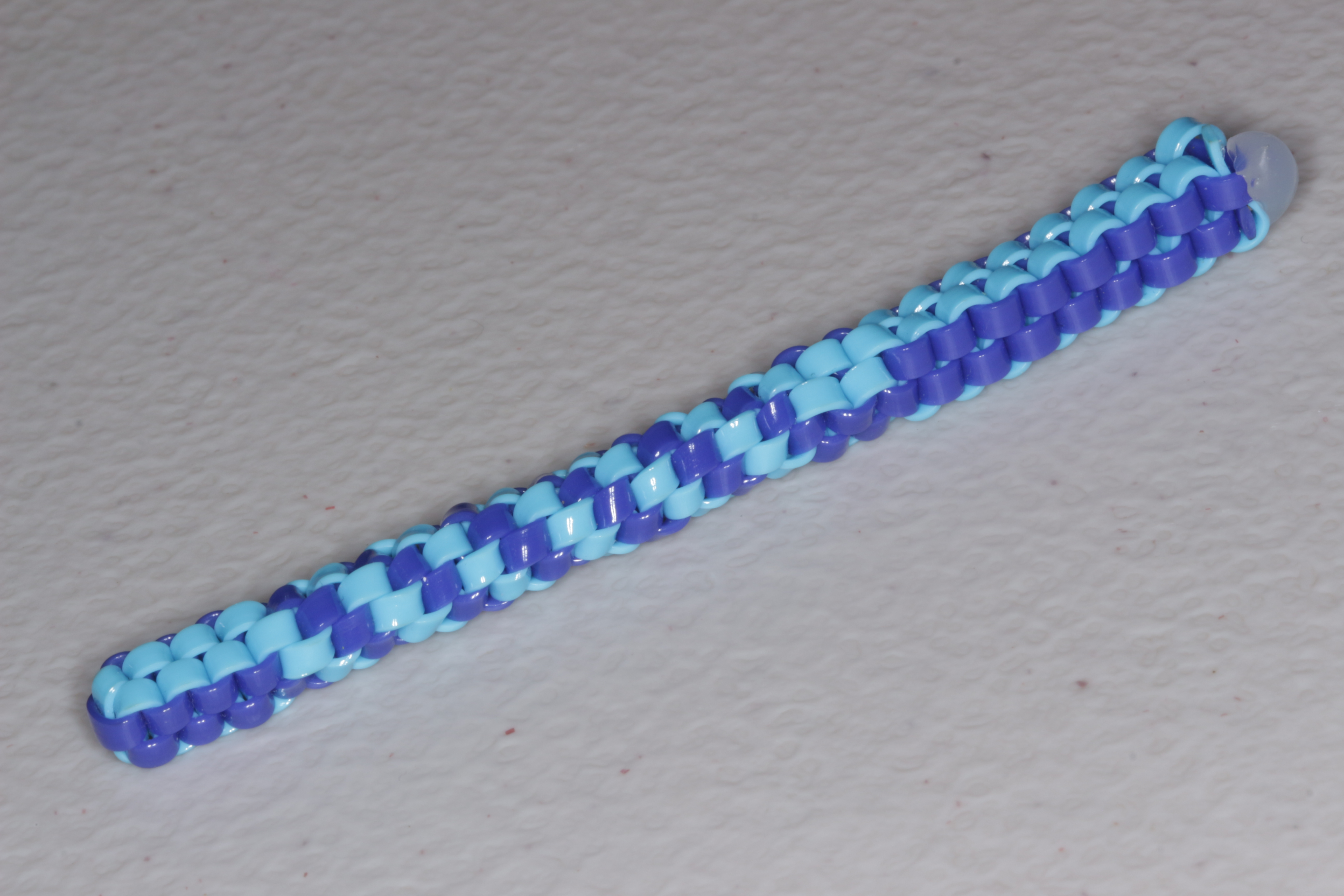
Ejemplo de un escubidú trenzado en forma de cuadrado.

Un escubidú (en francés: scoubidou) es un pasatiempo que apareció por primera vez en Francia en 1958 y popularizado en los años ochenta. Consiste en tejer, anudar y trenzar con diferentes hilos de plástico diversas figuras como pulseras y llaveros, aunque también se puede hacer con las hebras otros escubidús más complejos o incluso formas de objetos y animales, según la imaginación y destreza del creador.

## Historia
Varios inventores reivindican la paternidad de este objeto formado por varios hilos multicolores trenzados entre sí. El origen de la trenza de cuatro hilos se remonta a mucho tiempo atrás, dentro del mundo de la cabuyería y la navegación a vela, aunque a mediados del siglo XX se popularizó entre la población (especialmente los jóvenes y niños) fabricar dichos nudos y trenzas con el material plástico de colores que aísla los cables eléctricos, que llegó a París en 1958. Anteriormente, el aislante había sido de caucho enfundado en tela de colores.
Cuando apareció por primera vez en los parques infantiles, aún no tenía nombre, pero en 1959 el cantante francés Sacha Distel tuvo un gran éxito con su sencillo «Scoubidou» (una versión de la canción de Peggy Lee «Apples, Peaches and Cherries»), inspirado en el scat «shoo-bee-doo-be-doo». El escubidú se menciona en el 62º de los 480 recuerdos citados por Georges Perec en su obra Je me souviens (1978).
Su popularidad resurgió nuevamente en 2004 y 2005.